# Darsah
Darsah (en árabe: جزيرة درسة) es una isla del océano Índico perteneciente a Yemen, ubicada específicamente en la Gobernación de Socotra, localizada entre Socotra y Somalia. Tiene una extensión de 10 km² por lo que es la isla deshabitada más grande del grupo. Darsah y su vecina Samhah (17 km al oeste) se conocen colectivamente como Al Ikhwan (Los Hermanos) y ambas se encuentran en el distrito de Qulansiyah wa 'Abd-al-Kūrī. El sureste de la isla es el punto más austral del Yemen.